# 北条浩 (農業経済学者)
北條 浩（ほうじょう ひろし、1931年11月7日 -2017年 ）は、日本の農業経済学者。

## 経歴
東京市神田に生れる。東京大学農学部卒、同大学院から千葉敬愛短期大学講師、徳川林政史研究所主任研究員、帝京大学法学部教授、米国ヴァージニア州立ジョージ・メイソン大学客員教授、徳川林政史研究所客員研究員。
山林、特に入会権、また温泉を研究した。

## 著書
- 『明治期における山林問題の研究』慶応書房 1963
- 『御料林と農民 山梨県入会斗争史』宗文館書店 1966
- 『河口湖水利権史』慶応書房 1971
- 『林野入会の史的研究』御茶の水書房 1977
- 『村と入会の百年史 山梨県村民の入会闘争史』御茶の水書房 1978
- 『近世における林野入会の諸形態』御茶の水書房 1979 村落社会構造史研究叢書
- 『林野法制の展開と村落共同体』御茶の水書房 1979
- 『明治地方体制の展開と土地変革』御茶の水書房 1980
- 『明治国家の林野所有と村落構造 長野県木曽国有林の存在形態』御茶の水書房 1983
- 『商品生産・流通の史的構造 日本近世・近代の経済的発展の基礎』御茶の水書房 1987
- 『明治初年地租改正の研究』御茶の水書房 1992
- 『日本近代林政史の研究』御茶の水書房 1994
- 『地券制度と地租改正』御茶の水書房 1997 村落社会構造史研究叢書
- 『島崎藤村『夜明け前』リアリティの虚構と真実 木曽山林事件にみる転落の文学の背景』御茶の水書房 1999
- 『入会の法社会学』御茶の水書房 2000-2001
- 『温泉の法社会学』御茶の水書房 2000
- 『部落・部落有財産と近代化』御茶の水書房 2002
- 『日本水利権史の研究 長野県北部志賀高原とその水系』御茶の水書房 2004
- 『日本近代化の構造的特質』御茶の水書房 2008
- 『入会・入会権とローカル・コモンズ』御茶の水書房、2014

## 共編著
- 『旧慣温泉権史料集 群馬県伊香保町千明仁泉亭文書』編 宗文館書店 1963
- 『伊香保温泉史料集』編 日本温泉協会 1964 日本温泉権史料叢書
- 『入会関係解決類例集』編 宗文館書店 1964 入会問題資料叢書
- 『渡辺家近世文書集 富士吉田市・新屋』編 宗文館書店 1964
- 『恩賜林の去今来』編 宗文館書店 1965 入会問題資料叢書
- 『下呂温泉史料集』編 下呂温泉保護協会 1967
- 『城崎温泉史料集』編 城崎町湯島財産区 1968
- 『林野入会と村落構造 北富士山麓の事例研究』渡辺洋三共編著 東京大学出版会 1975
- 『大審院・最高裁判所入会判決集』編 御茶の水書房 1978
- 『近世地方文書例集』太田勝也共編 御茶の水書房 1979
- 『大審院最高裁判所入会判決集 大正篇／明治篇／昭和篇』編集 御茶の水書房 1980-1981
- 『行政裁判所水利判決集』編集 御茶の水書房 1982
- 『行政裁判所地租判決集』編集 御茶の水書房 1982
- 『行政裁判所入会判決集』全5巻 編集 御茶の水書房 1983
- 『行政裁判所家禄判決集』編集 御茶の水書房 1983
- 『行政裁判所漁業判決集』編集 御茶の水書房 1983
- 『部落有林野の形成と水利』宮平真弥共著 御茶の水書房 2008
- 『温泉法の立法・改正審議資料と研究』村田彰共編著 御茶の水書房 2009

## 参考
- 『現代日本人名録』2002年